# Mazda CX-4
Mazda CX-4 — компактний кросовер, що вироблявся та продавався Mazda в Китаї з 2016 по 2025 роки. 
Вперше представлений на Пекінському автосалоні в квітні 2016 року, він спочатку вироблявся спільним підприємством FAW Mazda до 2023 року, коли Changan Mazda придбала 100% спільного підприємства. 

## Огляд
Дизайн серійного автомобіля Mazda CX-4 був проілюстрований концептом Mazda Koeru. Розташований вище Mazda CX-3, CX-4 більше схожий на універсал у профілі, але подібний до CX-5 за розміром. 

CX-4 пропонується з двома рядними чотирициліндровими двигунами Skyactiv : 2,0-літровим (PE-VPS) і 2,5-літровим (PY-VPS).  2,0-літровий двигун Skyactiv-G видає 158 к.с, а 2,5-літровий - 192 к.с. Модель з 2,0-літровим двигуном доступна лише як модель з переднім приводом і пропонує вибір між шестиступінчастою механічною коробкою передач і автоматичною коробкою передач Skyactiv-Drive. Модель з 2,5-літровим двигуном пропонує повний привід і стандартно поставляється з шестиступінчастою автоматичною коробкою передач. 

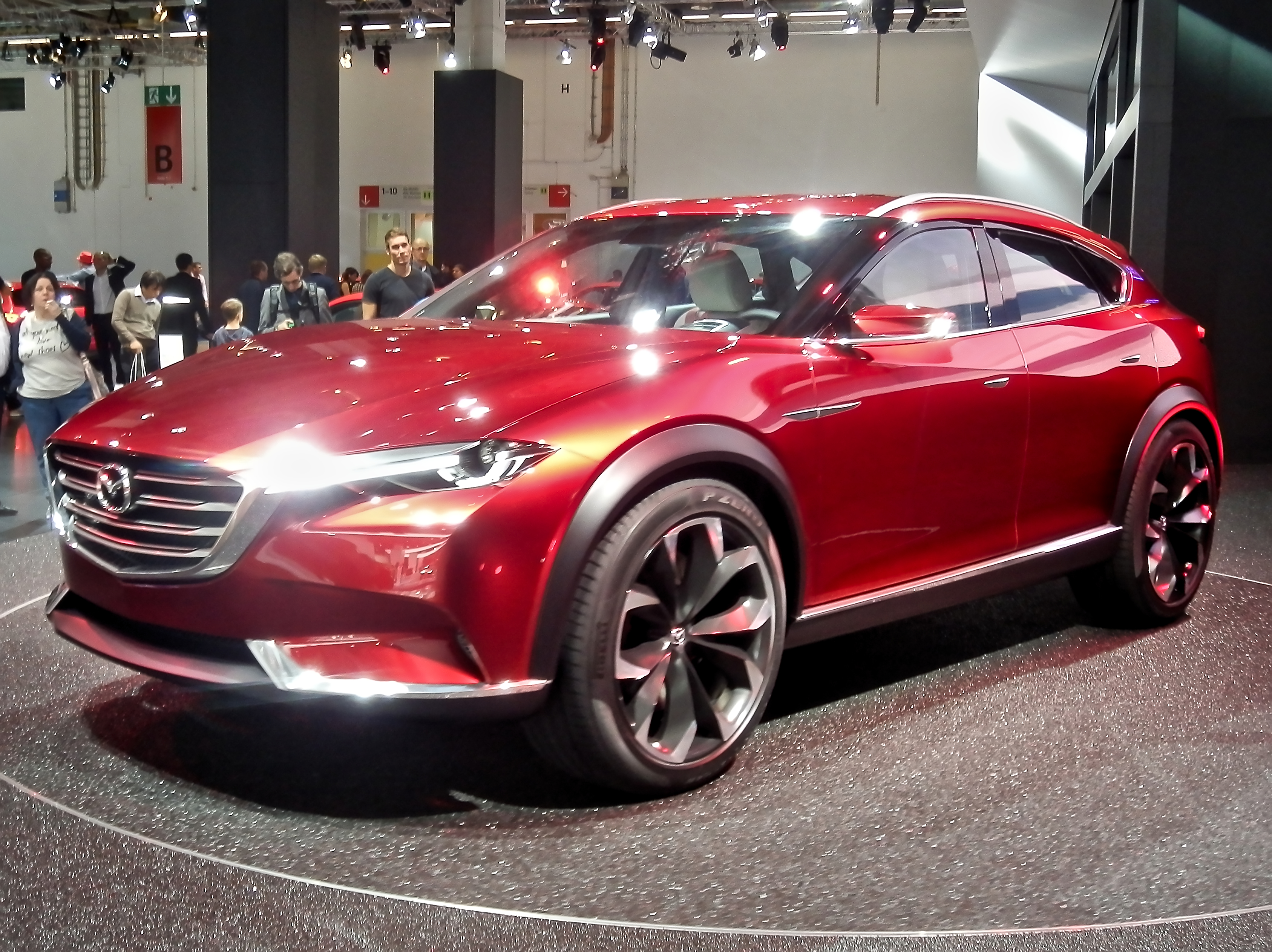
Mazda Koeru на IAA 2015
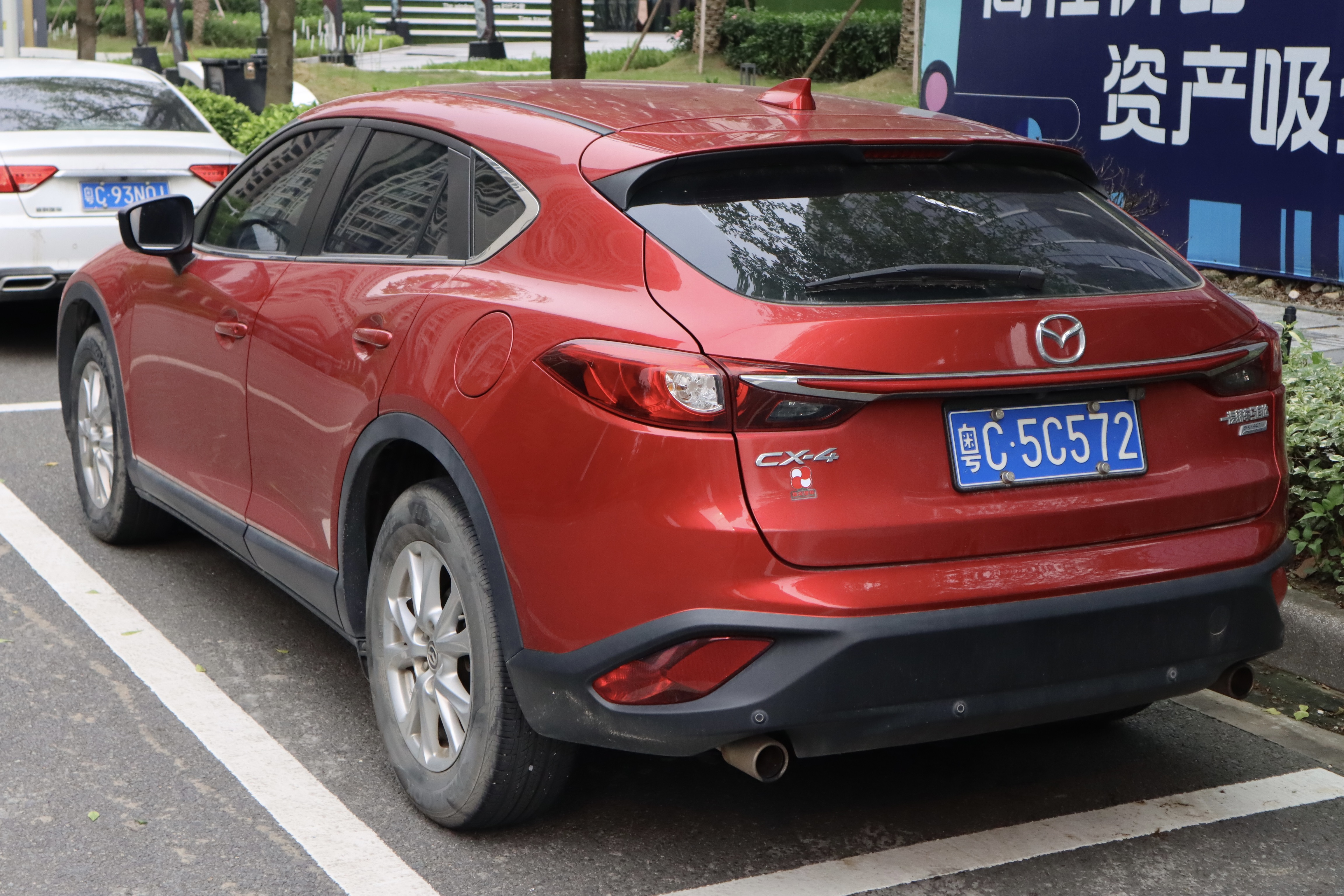
Вид ззаду

### Оновлення 2020 року
Оновлений CX-4 2020 року був представлений наприкінці 2019 року. Підтяжка обличчя включала перероблені бампери та решітку радіатора, а також нові малюнки задніх ліхтарів. Силовий агрегат залишився без змін.  

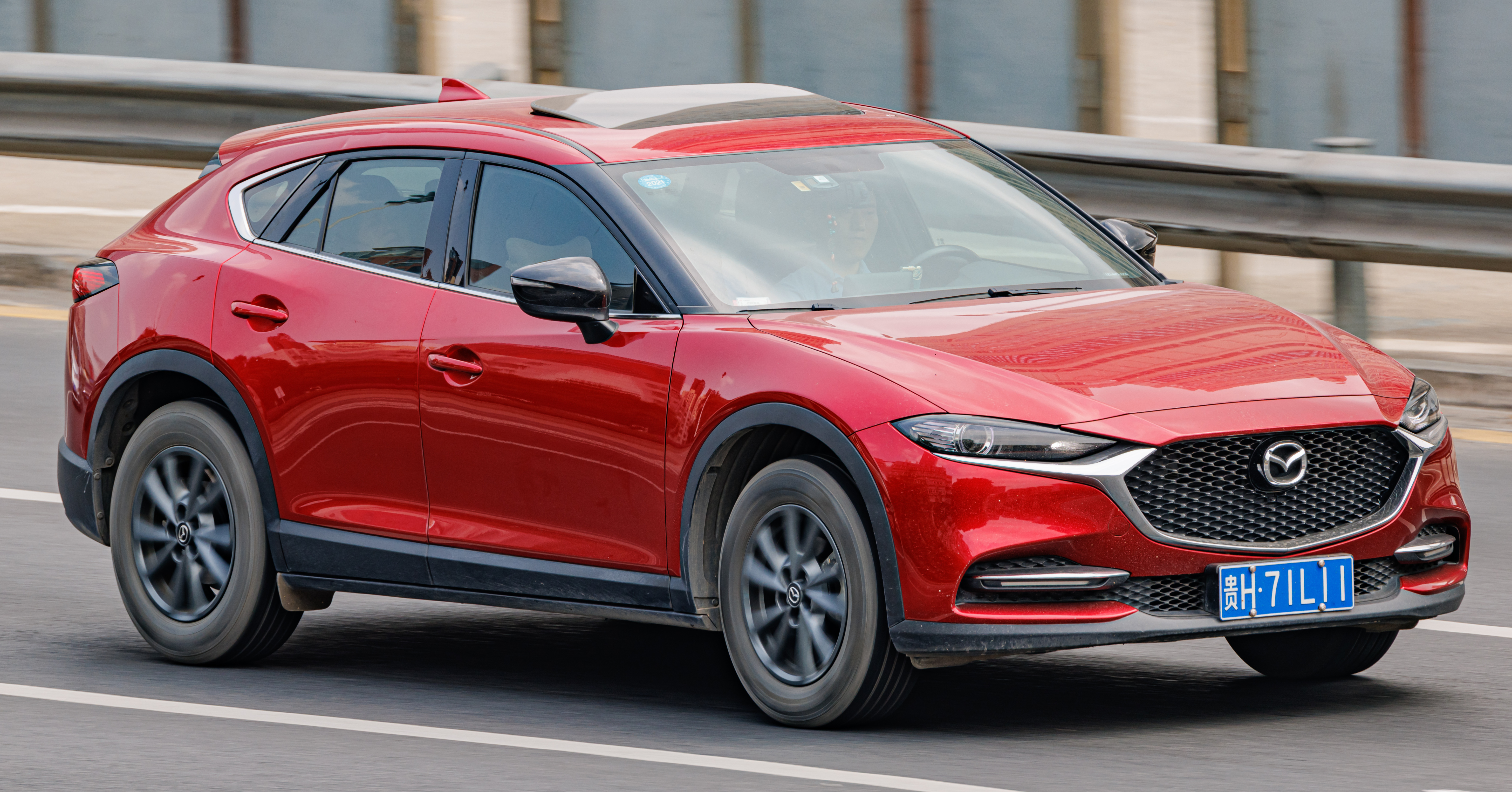
2020-2025 CX-4
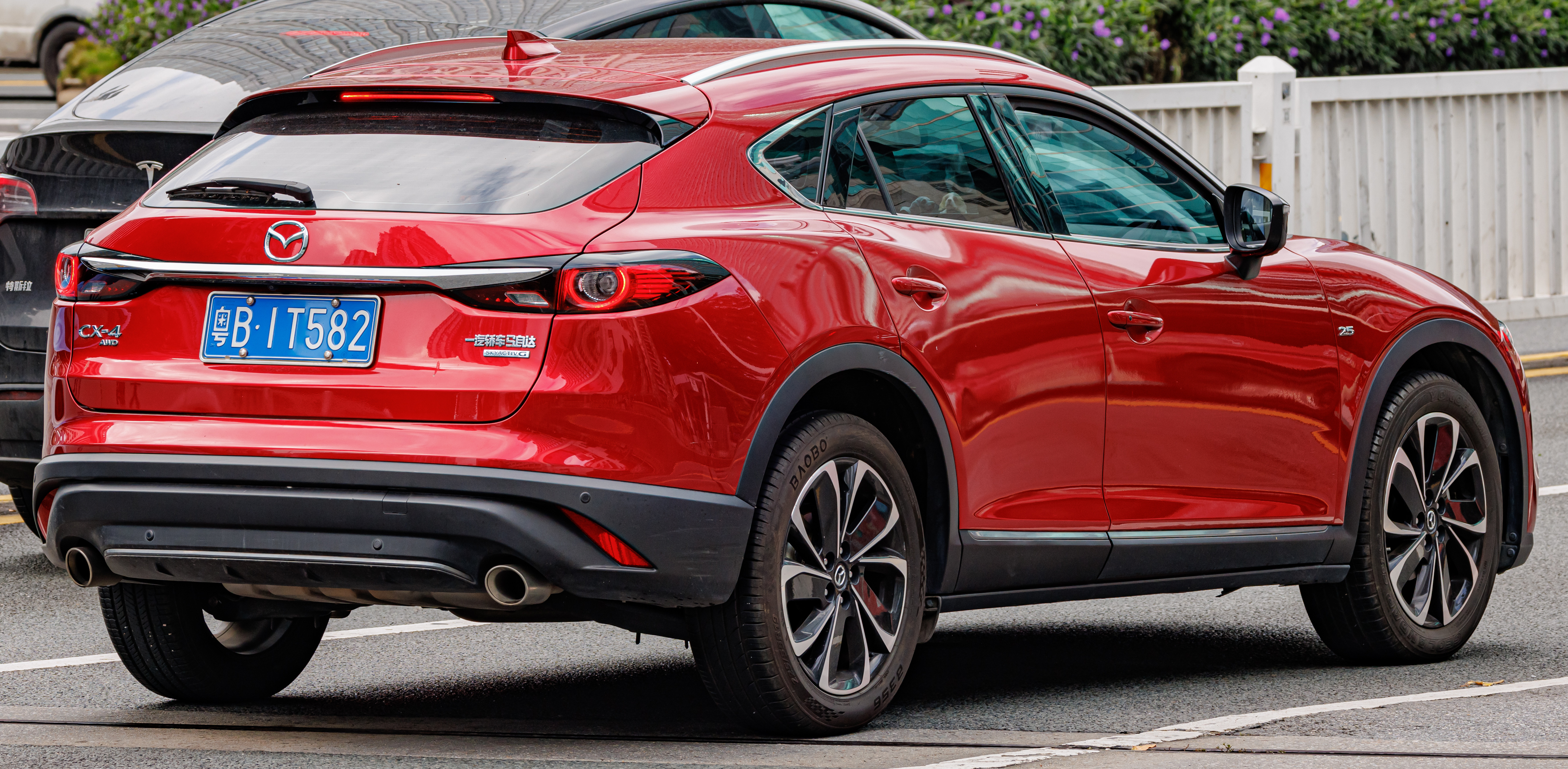
2020-2025 CX-4 вид ззаду

## Traum Ma501
У січні 2018 року Zotye Auto представила свій кросовер Traum MA501, який надзвичайно схожий на CX-4. 